# Enyaliopsis ilala
Enyaliopsis ilala är en insektsart som beskrevs av Glenn Jr. 1991. Enyaliopsis ilala ingår i släktet Enyaliopsis och familjen vårtbitare. Inga underarter finns listade i Catalogue of Life.